# Коренероти

## Загальні дані
Ряд Rhizostomeae поділяється на 2 підряди, 11 родин та 16 родів, в які входять приблизно 90 видів. На куполі цих медуз відсутні щупальця, а ротові лопасті (яких зазвичай 4 пари) манубріума розгалужені та несуть глибоко розташовані канали, в які потрапляє їжа (зазвичай, планктон). Отвори цих каналів є вторинними ротовими отворами, і зібрана їжа, завдяки биттю джгутикових клітин на стінках каналів всередині ротових лопастей, переноситься до шлунку. При цьому класичний первинний ротовий отвір у медуз цього класу втрачений. Край зонтика поділяється на вісім чи більше коротких лопастей, які, в свою чергу, несуть вісім або шістнадцять чутливих органів. Сітка з каналів присутня в периферійній зоні навколо шлунку.
Життєвий цикл ряду в основних рисах повторює такий ряду Semaeostomeae, де присутні всі раніше описані стадії: поліп, ефіра і т.ін.
Ряд Rhizostomeae розповсюджений в мілководній прибережній зоні тропічних, субтропічних морів та морів помірної кліматичної зони.

## Підряд Kolpohorae
Діагностичною ознакою таксона є те, що ротові лопасті мають в поперечному розрізі трикутну форму, або ж три пласких відростка.

### Родина Cassiopeidae

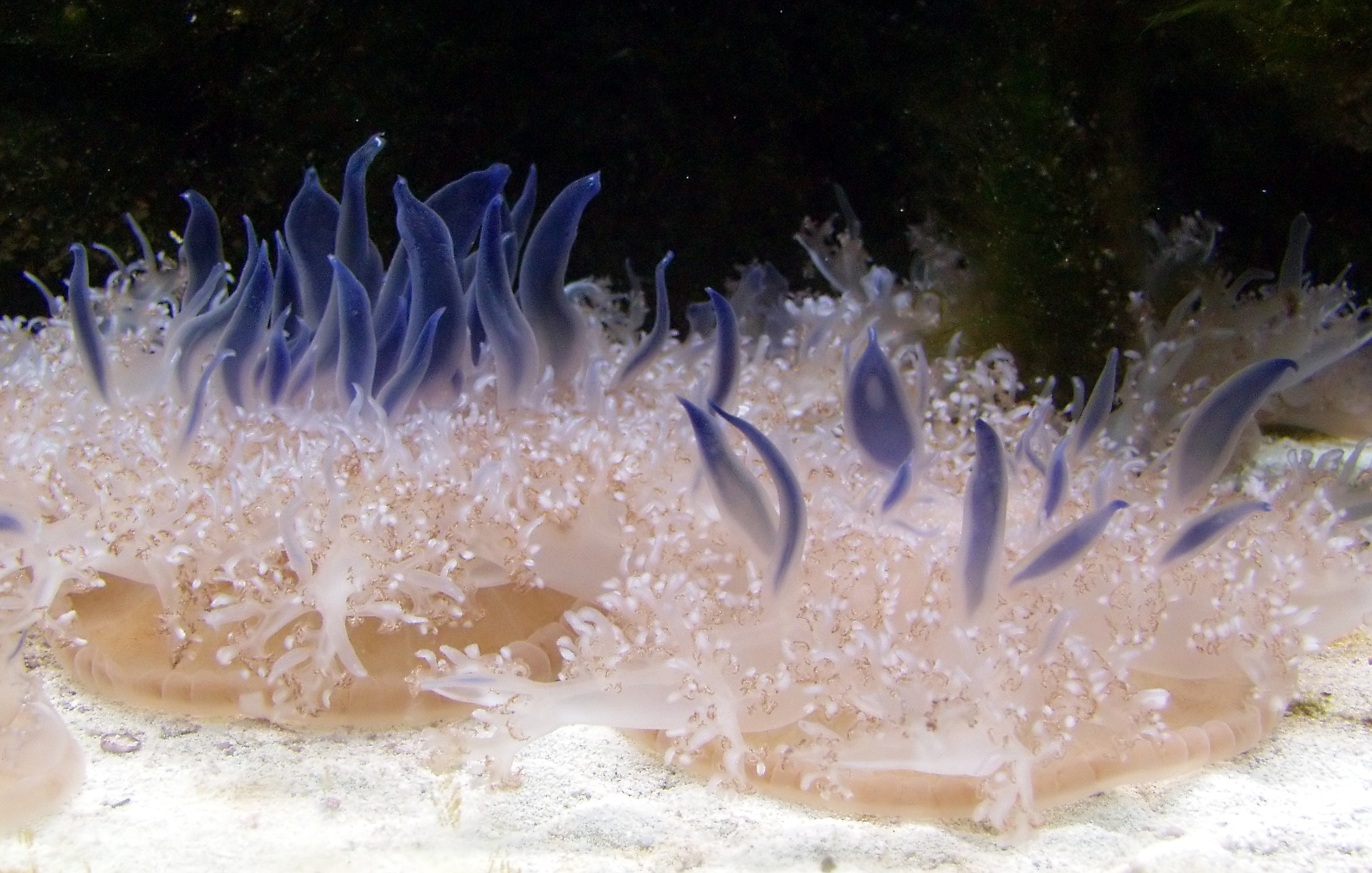
Cassiopea andromeda, що лежить куполом на ґрунті.

Родина складається з одного роду, Cassiopea, який містить приблизно 10 видів. Родина відрізняється дуже розгалуженими ротовими лопастями, які мають велику кількість ротових отворів та внутрішніх порожнин. Для родини притаманна наявність чотирьох гонад та чотирьох окремих навкологенітальних порожнин. Всі представники родини мають більш ніж вісім крайових чутливих органів. Представники родини звичайні в Карибському морі та Мексиканській затоці, де вони, групуючись в прибережних водах, часто розміщуються куполом вниз на піску або на намуловому дні в мангрових заростях, вловлюючи планктон ротовими лопастями (див. фотографію ліворуч), після чого їжа по каналах всередині ротових лопастей спрямовується до шлунку.

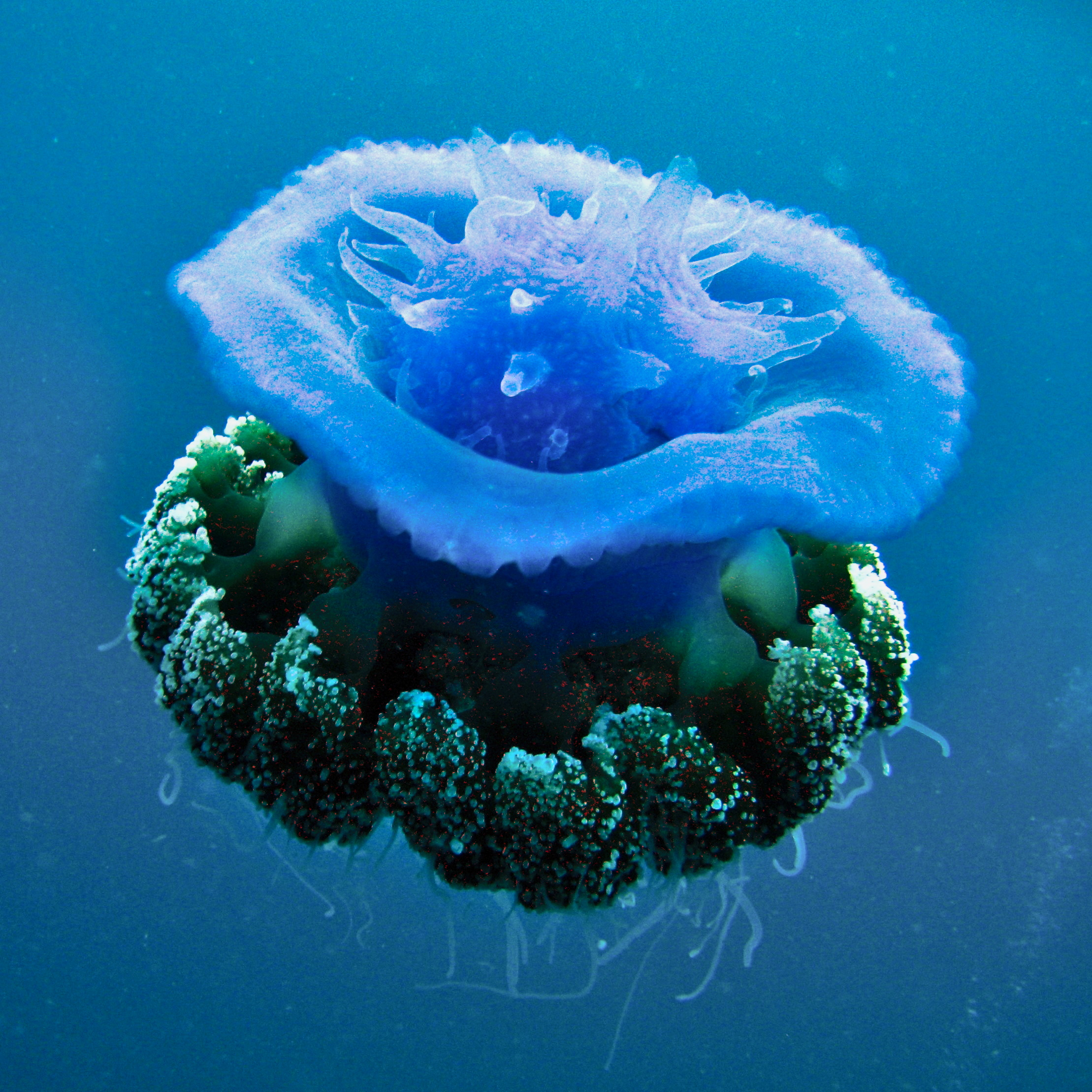
Cephea cephea у Мактан Себу (Mactan Cebu), Філіппіни

### Родина Cepheidae
Родина представлена чотирма родами — Cephea, Cotylorhiza, Netrostoma, Polyrhiza — в які входять 16 видів. Представники родини мають вісім ротових лопастей, вільні нижні кінці яких формують по два листоподібних пласких розгалуження. Радіальні м'язи добре розвинуті, але кільцеві — розвинуті набагато менше. Cepheidae в великі кількості можуть бути знайдені в тропічних водах.

### Родина Mastigiidae

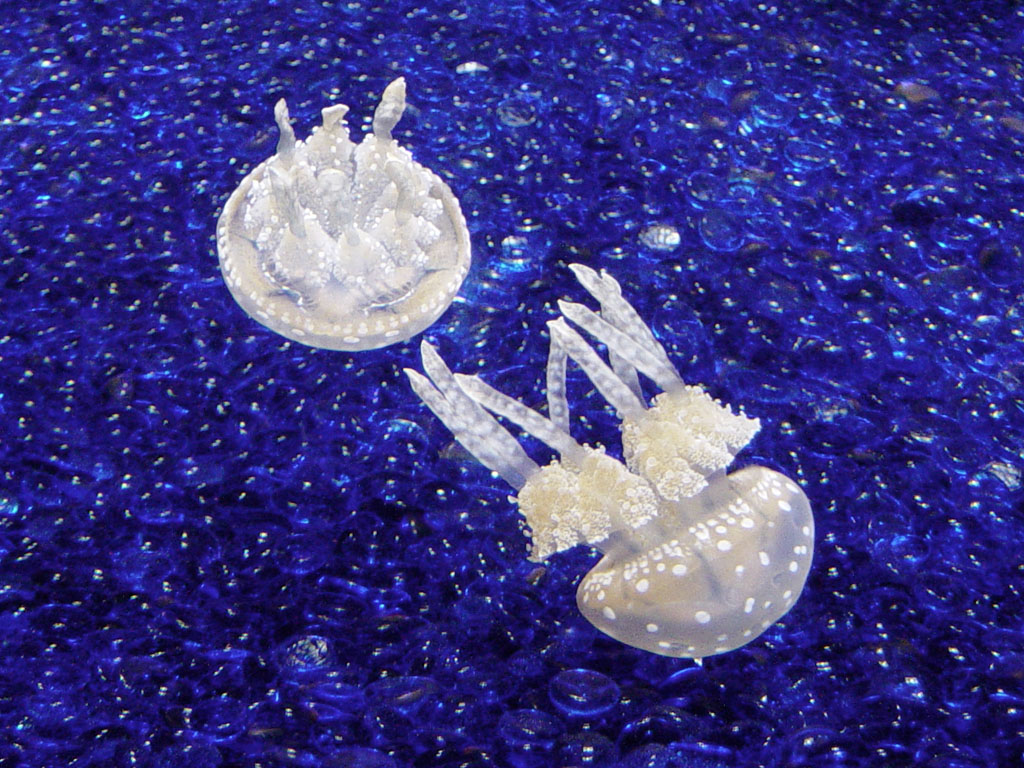
Золота медуза (Mastigias papua), що забарвлена завдяки симбіотичним водоростям, і виділені з неї водорості-зооксантели

Ця родина складається з трьох родів — Mastigias, Mastigietta та Phylloriza — до складу яких входять 14 видів. Діагностичною ознакою Mastigiidae є тригранні ротові лопасті з пласкими виростами вздовж граней. Кінці ротових лопастей, при цьому, мають булавоподібну форму. Вторинні ротові отвори розміщені по гранях ротових лопастей. Більшість видів має 8 крайових лопастей на куполі. Купол, загалом, плаский, і має від 30 до 120 міліметрів в ширину, кожен з восьми ропаліїв вкритий пігментованим хрусталиком. Родина Mastigiidae близько споріднена з родиною Pseudorhiza, але, на відміну від останньої, має велику кількість завершених радіальних каналів. Представники даної родини мешкають винятково в теплих водах і забарвлені в жовто-оранжеві, коричневі, а іноді в чорні тони із світлими плямами. Також медузи даної родини мають симбіотичні водорості (зооксантелли) в мезоглії (див. зображення ліворуч), і за умов наявності досить інтенсивного освітлення медузи можуть жити, споживаючи винятково продукти фотосинтезу цих водоростей.

### Родина Trysanostomatidae

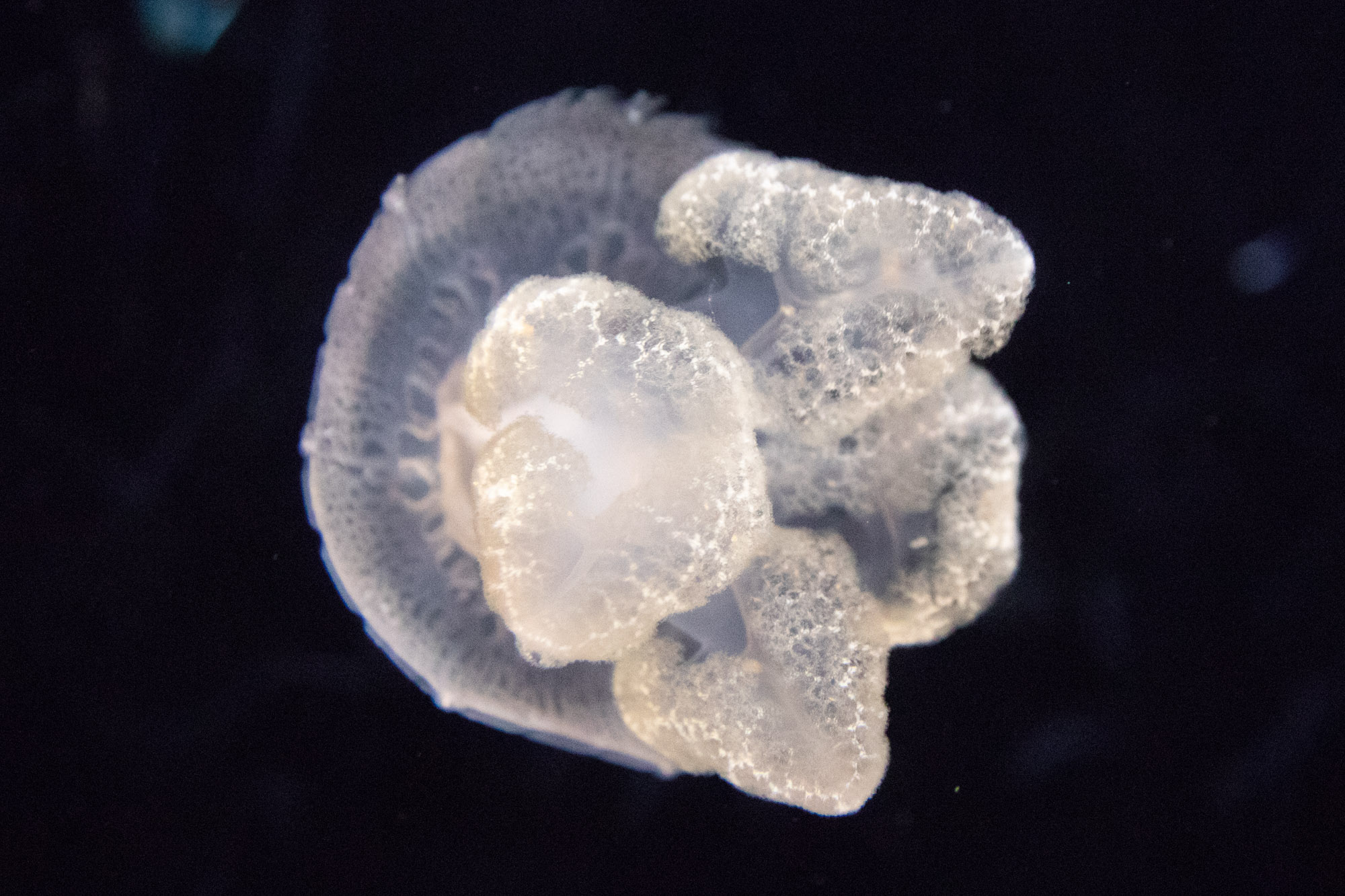
Lychnorhiza lucerna

Родина складається з одного роду Trysanostoma з трьома видами в ньому. Цим медузам притаманні великі вузькі, облямовані війоподібними виростами ротові лопасті. Верхня частина ротових лопастей (до вторинних ротових отворів) дуже коротка і частково закрита дугоподібними виростами нижньої поверхні купола, що накладаються один на одного. Сам купол від 90 до 120 міліметрів завширшки, а довжина восьми ротових лопастей звичайно в півтора-три рази більша за ширину купола. Нижня частина ротових лопастей з пласкими виростами вздовж ребер, і має Y- або Т-подібну форму в поперечному розрізі.

### Родина Versurigidae
Родина складається з одного роду Versurgia, до складу якого входять чотири види. Ця родина має плаский купол, що за формою нагадує щит, від 60 до 200 мм завширшки. Вісім ропаліїв розміщені в дуже неглибоких нішах по краю купола. Сама по собі родина мало досліджена, а два з чотирьох видів відомі взагалі в єдиному екземплярі.

## Підряд Daktyliophorae
У цей підряд входять п'ять родин, 15 родів та 43 види. У всіх представників підряду ротові лопастям притаманні три пласких вироста вздовж граней, а від ямок, де розміщені ропалії, відходять радіальні складки.

### Родина Lychnorhizidae
Родина складається з трьох родів, Anomalorhiza, Lychnoriza (див. праворуч) та Pseudoriza з шістьма видами. Характеристичною ознакою родини є «трьохкрильні» ротові лопасті з булавоподібними виростами між вторинними ротовими отворами. Від шлунку відходять від восьми до шістнадцяти радіальних каналів і гастроваскулярна сітка досить простої будови. Купол сплющений на верхівці, від 120 до 600 мм завширшки. Ця родина відома з прибережних вод Філіппінських островів.

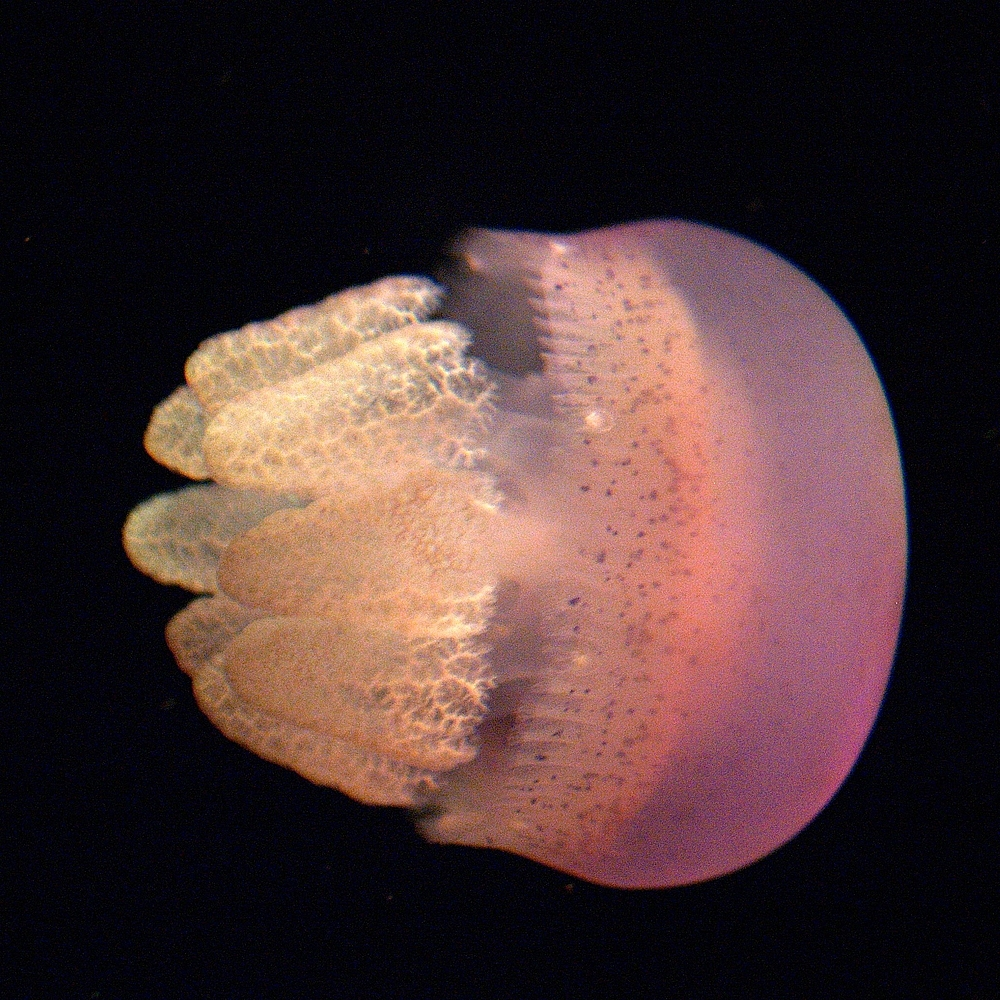
Catostylus townsendi

### РодинаCatostylidae
Родина налічує шість родів — Acromitiodes, Acromitus (див. ліворуч), Castostylus, Crambione, Crambionella, Leptobranchia — в які входять 22 види. Ротові лопасті в представників родини не мають булав, філаментів або будь-яких інших придатків. Родина близько споріднена з Lychnorhizidae, відрізняючись майже винятково відсутністю придатків на ротових лопастях. Медузи даної родини мешкають переважно в солоноватоводних акваторіях, і можуть мати в організмі водорості-коменсали, завдяки яким набувають жовто-коричневого кольору. В разі відсутності таких коменсалів колір медузи-хазяїна є кобальтово-синій. Родина чисельна в Індо-Тихоокеанських водах, а три види знайдені і на атлантичному узбережжі Африки та Європи. Найбільшим є вид Castostylus tagi, ширина куполу якого може доходити до 500 міліметрів.

### Родина Lobonnematidae

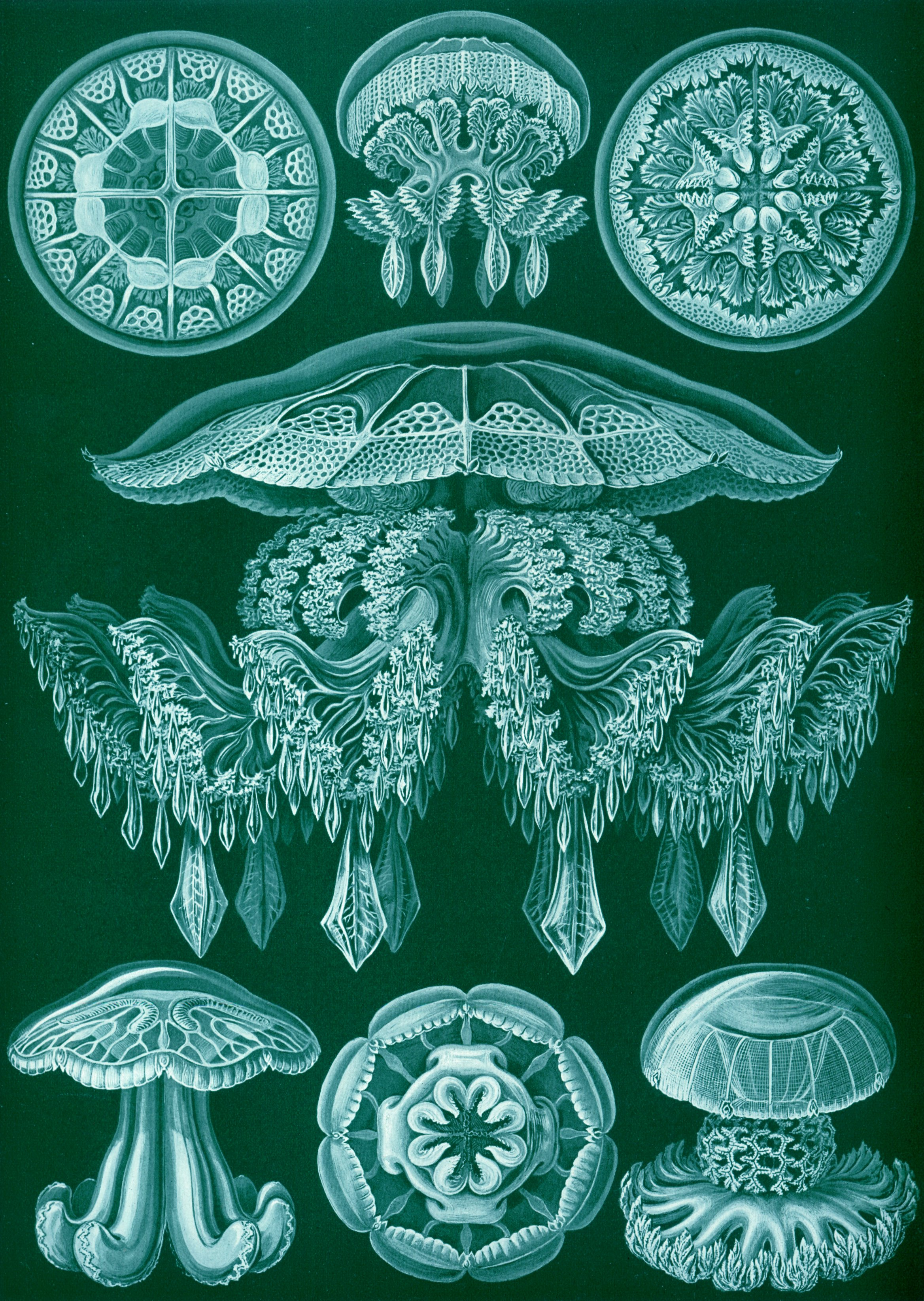
Дискомедузи

Родина складається з двох родів, Lobonema та Lobonemoides, до складу яких входять 5 видів. Ротові лопасті в цій родині мають сильно видовжені бокові вирости, що звужуються до кінців і несуть численні філаменти. Криючий епітелій ротових лопастей перфорований вікноподібними отворами. Представникам родини притаманні вісім ропаліїв та 196 кругових каналів. На кожному ропалії розташовані численні реснички, що несуть додаткові конусоподібні нематоцисти. Купол сплюснутий, діаметром близько 250 мм. Опіки, що спричинюють медузи цієї родини, можуть бути смертельно небезпечними для людини.

### Родина Rhizostomatidae

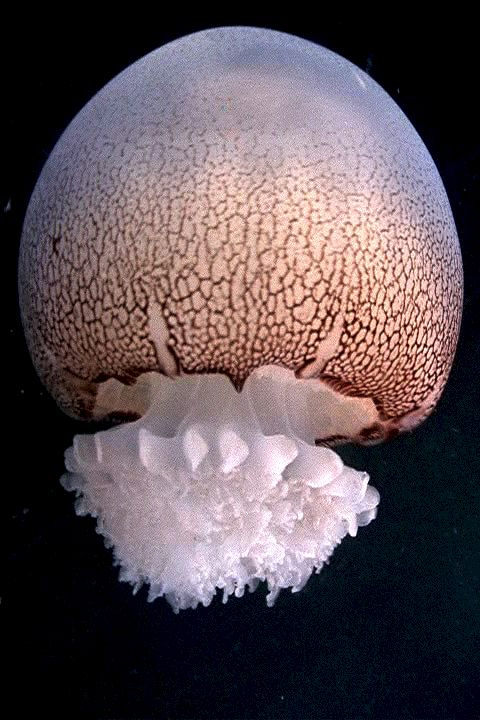
Медуза Гарматне ядро (Stomolophus meleagris)

Родина складається з трьох родів, Eupilema, Rhizostoma та Rhopilema, до складу яких входять 7 видів. Діагностичною ознакою родини є видовжені ротові лопасті із вкороченою нижньою частиною (ділянка нижче поля ротових отворів). Найвідомішим представником родини є Грибна медуза (Rhopilema verrilli). Ця медуза споживається в великій кількості в Китаї та Японії, де вважається делікатесом. Грибну медузу часто плутають в представником іншої родини, медузою Гарматне ядро (Stomolophus meleagris). Грибна медуза може виростати до 35 сантиметрів в діаметрі, і, на відміну від Гарматного ядра, має довгі пальцеподібні вирости на ротових лопастях.

### РодинаStomolophidae
До складу родини входить один рід, Stomolophus, в якому об'єднані три види. Ця родина, на відміну від решти представників ряду, має центральний ротовий отвір з добре розвинутим манубріумом, що утворений завдяки зрощенню нижньої та середньої частини ротових лопастей, при цьому нижня частина ротових лопастей вільна і сильно розгалужена. Для медуз родини Stomolophidae характерна наявність чотирьох вигнутих (на відміну від увігнутих в інших родинах) гонад. Представники родини рідко виростають до розміру більше ніж 200 мм в діаметрі. Титульний рід родини, Stomolophus, є звичайним поблизу східного узбережжя обох Америк. Найзвичайнішим є вид Stomolophus meleagris, або медуза Гарматне ядро — цей представник родини є дуже звичайним на східному узбережжі США. Протягом літа та восени велика кількість медуз цього виду збирається в скупчення поблизу берегів та у гирлах річок. Ці скупчення заважають промисловому рибальству, завдяки тому, що забивають трали, що призводить до уповільнення тралування, або навіть до ушкодження риболовних знарядь. Будучи найзвичайнішою медузою на східному узбережжі США, Гарматне Ядро, в той же час, є і найменш отруйною. Цю медузу легко відрізнити завдяки білому куполу з характерними смугами шоколадного кольору, а також специфічного виду щільному хрящеподібному ротовому апарату, сформованому зрощеними ротовими лопастями.